# Kasenyi (Ouganda)
 (septembre 2016).
Si vous disposez d'ouvrages ou d'articles de référence ou si vous connaissez des sites web de qualité traitant du thème abordé ici, merci de compléter l'article en donnant les références utiles à sa vérifiabilité et en les liant à la section « Notes et références ».
Pour les articles homonymes, voir Kasenyi.
Le village de Kasenyi est un petit port situé sur le lac George en Ouganda.

## Géographie
Kasenyi se trouve au Sud-Ouest de l'Ouganda.